# 북구 (울산광역시)
북구(北區)는 울산광역시의 구이다.

## 역사

### 구의 역사
- 1997년 7월 15일 : 울산광역시 출범. 중구와 울주구 일부를 관할로 북구를 설치하였다.(8동)

| 개편 전                                    | 개편 후                                                                           |
| ------------------------------------------ | --------------------------------------------------------------------------------- |
| 울산시 울주구 농소읍, 강동면               | 울산광역시 북구 농소1동, 농소2동, 농소3동, 강동동, 진장동, 효문동, 송정동, 양정동 |
| 울산시 중구 진장동, 효문동, 송정동, 양정동 | 울산광역시 북구 농소1동, 농소2동, 농소3동, 강동동, 진장동, 효문동, 송정동, 양정동 |
- 1998년 3월 1일 : 동구 염포동이 북구로 편입.(9동)
- 1998년 10월 1일 : 진장동이 효문동에 통합.(8동)
- 2001년 6월 1일 : 구청 소재지를 남구 신정동 585-9번지에서 연암동 1004-1번지로 변경.

### 박제상과 정자항
박제상이 일본으로 떠났다고 기록돼 있는 '율포항'를 오늘날 북구의 정자항으로 보기도 하다. 사서에 기록된 '율포' 지명이 변하여 오늘날 유포(정자항의 별칭)가 됐다고 보는 견해를 중요한 한 근거로 한다. 그밖에 박제상과 관련된 유적인 망부석, 치술령 유적 등이 대부분 북구에 있다는 점도 주장의 중요한 근거로 삼는다. 이러한 주장을 신봉하는 사람들에 의해 정자항에는 '정자항이 박제상이 떠난 곳'이라는 비석이 세워져 있다. 그러나 일각에서는 율포항이 정자항이라는 주장에 의문을 제기하기도 한다.

### 염포
조선 태종 시기인 1418년 개항한 염포는 일본에게 개항한 삼포 중 한 곳이자 오늘날 울산광역시 북구 염포 지역이다. 왜관을 두어 일본인들이 머물 수 있도록 하였다. 염포는 부산포(부산광역시)나 내이포(창원시 진해구)에 비해 일본에서의 거리가 상대적으로 멀었기 때문에 일본인들이 상대적으로 적게 왕래하였다. <<울산염포지도>>와 신숙주의 <<해동제국기>>에는 염포산 앞 오늘날 성내 일대에 염포 왜관이 있었던 것으로 돼있다.

## 정치·행정

### 국회의원
현재 북구의 국회의원은 이상헌이다.

### 광역의원
북구 설치 후 첫 지방 선거에서는 울산광역시의원 2명을 선출했다. 제3회 지방 선거부터는 3명을 선출하고 있다.

## 행정 구역
울산 북구의 행정 구역은 8동으로 구분되며, 울산 북구의 면적은 157.344km2이며, 인구는 2014년 12월 31일 기준으로 65,589세대, 191,196명(외국인 포함)이다.

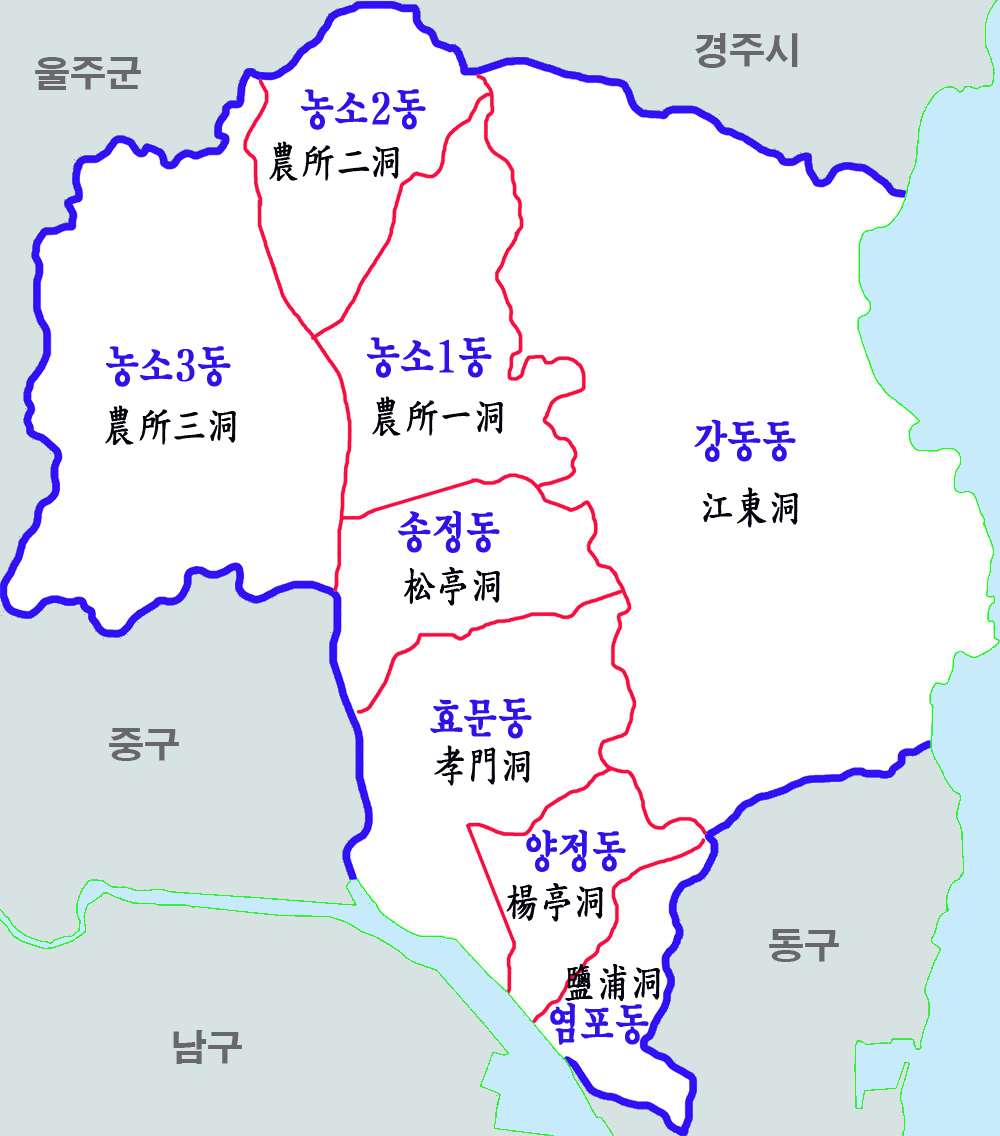
북구의 행정구역

| 행정동  | 한자    | 면적 (km2) | 세대   | 인구 (명) |
| ------- | ------- | ---------- | ------ | --------- |
| 농소1동 | 農所1洞 | 14.91      | 11,075 | 31,350    |
| 농소2동 | 農所2洞 | 11.41      | 10,747 | 33,086    |
| 농소3동 | 農所3洞 | 31.07      | 13,151 | 43,302    |
| 강동동  | 江東洞  | 60.71      | 2,798  | 6,455     |
| 효문동  | 孝門洞  | 16.28      | 10,829 | 29,893    |
| 송정동  | 松亭洞  | 10.78      | 6,927  | 21,584    |
| 양정동  | 楊亭洞  | 6.67       | 5,067  | 12,570    |
| 염포동  | 鹽浦洞  | 5.54       | 4,995  | 12,956    |
| 북구    | 北區    | 157.34     | 65,589 | 191,196   |

## 인구
울산광역시 북구의 연도별 인구(내국인) 추이
| 연도   | 총인구    | 인구그래프 | 비고 |
| ------ | --------- | ---------- | ---- |
| 2000년 | 118,088명 |            |      |
| 2005년 | 140,845명 |            |      |
| 2010년 | 167,821명 |            |      |
| 2015년 | 188,664명 |            |      |

## 연계 교통
| 도로 | 도로                 | 도로 | 도로                           | 도로 | 도로     | 도로 |
| ---- | -------------------- | ---- | ------------------------------ | ---- | -------- | ---- |
| 7    | 산업로, 북부순환도로 | 31   | 동해안로, 무룡로, 북부순환도로 | 1027 | 동해안로 |      |

| 동해선 | 외동역 ↔ 북울산역 ↔ 태화강역 |

| 울산공항 | 서울, 제주 노선 운행 (송정동) |

## 교육 기관

### 초등학교
| 일반 초등학교 | 울산양정초등학교 | 염포초등학교 | 농서초등학교 |  |  |
|               |                  |              |              |  |  |

### 고등학교
| 남녀일반계 | 강동고등학교         | 달천고등학교       | 매곡고등학교 | 무룡고등학교 | 울산동천고등학교 | 호계고등학교 | 화봉고등학교 | 효정고등학교 |
| 전문계     | 울산마이스터고등학교 | 울산에너지고등학교 |              |              |                  |              |              |              |
| 특목고     | 울산외국어고등학교   |                    |              |              |                  |              |              |              |

### 특수학교
- 메아리학교
- 태연학교

## 자매결연도시
| 지역 & 국가 | 도시             | 도시              |
| ----------- | ---------------- | ----------------- |
| 대한민국    | 강원도           | 평창군            |
| 대한민국    | 경기도           | 의왕시            |
| 대한민국    | 경상남도         | 고성군            |
| 대한민국    | 대구광역시       | 군위군            |
| 대한민국    | 광주광역시       | 북구              |
| 대한민국    | 대구광역시       | 남구              |
| 대한민국    | 대전광역시       | 유성구            |
| 대한민국    | 인천광역시       | 부평구            |
| 대한민국    | 전라남도         | 완도군            |
| 대한민국    | 전라북도         | 무주군            |
| 대한민국    | 제주특별자치도   | 서귀포시          |
| 대한민국    | 충청남도         | 금산군            |
| 대한민국    | 충청북도         | 충주시            |
| 중국        | 상하이시(上海市) | 난후이 구(南汇区) |

## 관광지
- 정자해수욕장
- 강동몽돌해변
- 정자시장
- 강동화암주상절리